# 森川亮 (科学哲学者)
森川 亮（もりかわ りょう、1969年4月24日 - ）は、日本の科学哲学者、物理学者。近畿大学准教授。専門は物理学の哲学、特に量子力学の哲学。

## 略歴
岐阜県生まれ。岐阜県立岐阜高校卒業後、岡山理科大学理学部応用物理学科卒業。京都大学大学院人間・環境学研究科博士後期課程退学。2001～2003年ロンドン大学バークベック校留学。ロンドン大学バークベック校研究員、神奈川大学理学部講師、山形大学理工学研究科准教授を経て現職。
ボーム理論を専門としている。言論活動もおこなっており、雑誌『表現者』や『京の発言』などにエッセーや書評を発表している。